# TuRa Leipzig
Der Turn- und Rasensportverein 1899 Leipzig oder kurz TuRa Leipzig war ein deutscher Fußballverein aus Leipzig. Heimstätte war das Leutzscher Stadion.

## Geschichte

Wappen von TuRa Leipzig 1932–1938

Der Verein wurde im Jahr 1932 als Werksmannschaft von dem Leipziger Automatenfabrikanten Carl M. Schwarz (auch als Karl Schwarz nachweisbar) unter der Bezeichnung SV TuRa Leipzig gegründet und agierte anfangs im Leipziger Kreisklassenbereich. Bereits nach der ersten Saison 1933/34 gelang dem Club der Aufstieg in die zweitklassige Fußball-Bezirksklasse Leipzig, 1936 in die erstklassige Gauliga Sachsen. Dort spielte der Verein mit Ausnahme der Saison 1941/42 mit mäßigem Erfolg bis zu seiner Auflösung. Zwei Mal nahm TuRa Leipzig am Tschammerpokal (heute DFB-Pokal) teil, der größte Erfolg war hier im Jahr 1940 das Erreichen der 2. Schlussrunde (heute 2. Hauptrunde), in der man der SpVgg Fürth mit 1:2 unterlag.
Der Unternehmer und begeisterte Fußballanhänger und Carl M. Schwarz – selbst Vorsitzender von TuRa Leipzig und finanziell sehr großzügig gegenüber dem Verein – lockte über seinen Manager, dem Briten Jack Emonts (auch Jakob Emonts, zumindest später auch gleichzeitig Betriebsleiter der Tura-Registrierkassen C. M. Schwarz GmbH), schon früh namhafte oder vielversprechende Spieler nach Leipzig, so z. B. den Zwickauer Torwart Heinz Croy, die Bielefelder Brüder Willy, Herbert und Gerhard Schmidt oder den Eintracht-Frankfurt-Spieler Willi Lindner. Auch innerhalb Leipzigs wechselten Spieler zu TuRa, so beispielsweise Bernhard Zander (von SC Wacker Leipzig) und Werner Brembach (von SV Fortuna Leipzig 02). Nach dem im Frühjahr 1933 erfolgten Verbot der deutschen Arbeitersportvereine gelangten auch aus diesem Bereich Spieler, Funktionäre und Trainer zu TuRa Leipzig.

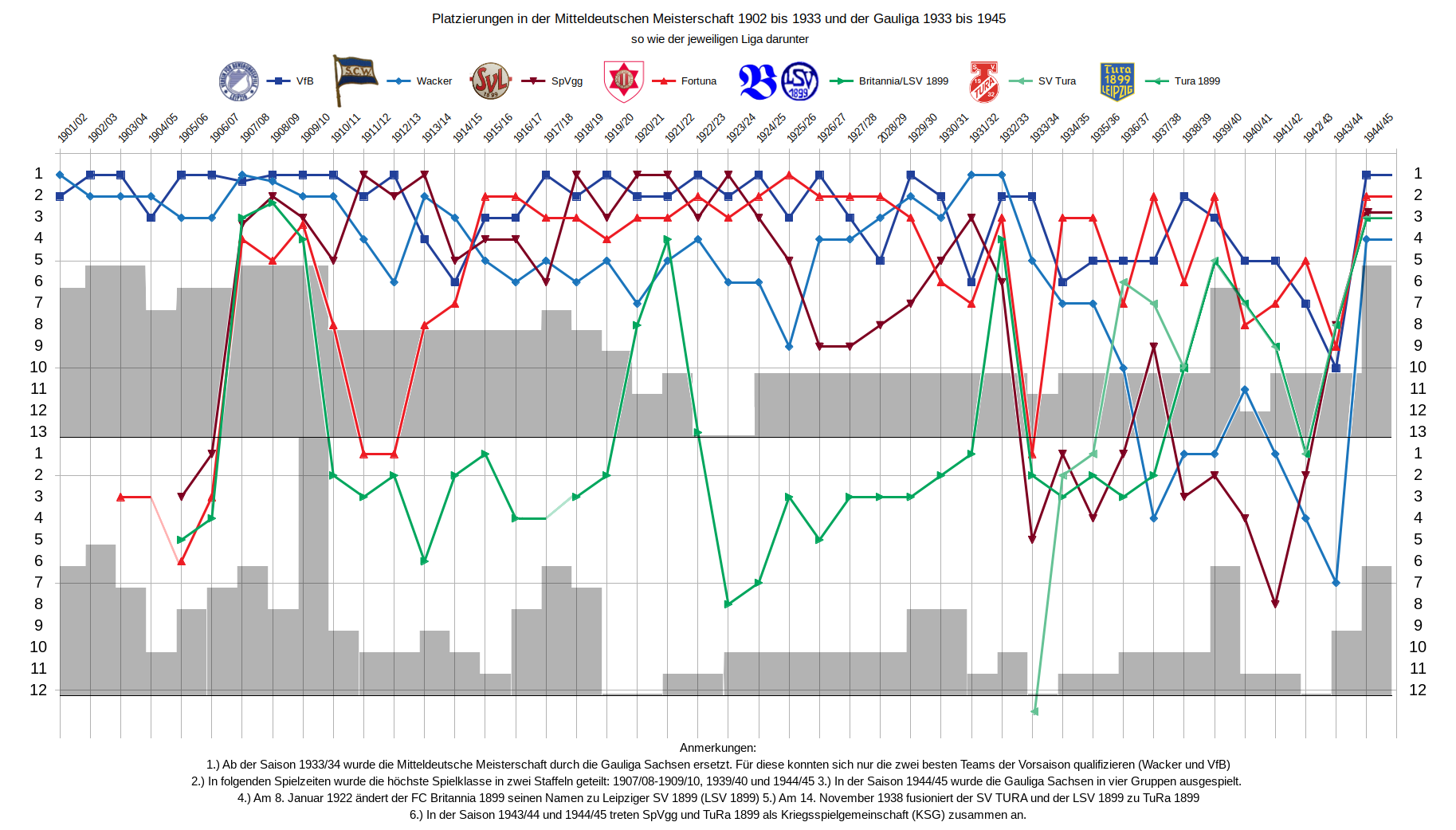
Diagramm mit Platzierungen von TuRa, seinen Vorgängern und weiteren wichtigen Leipziger Clubs in der Mitteldeutschen Meisterschaft und der Gauliga Sachsen zwischen 1901 und 1945

Die semiprofessionellen Spieler des Vereins waren von Schwarz im Automatenunternehmen offiziell und mit Gehalt beschäftigt, für das Fußballtraining waren sie freigestellt. Neben den Punktspielen in den Ligen, die immer mehr Massen anzogen, wurde TuRa Leipzig durch sogenannte Gesellschaftsspiele (heute mit Freundschaftsspielen vergleichbar), in denen der Verein oft gegen höhergestellte Mannschaften spielte und häufig auch gewann, immer bekannter. So setzte sich der Club 1935 vor etwa 30.000 Zuschauern (die offizielle Zahl variiert je nach Quelle) gegen den damaligen amtierenden deutschen Meister FC Schalke 04 mit 2:1 durch.
Zwischen dem traditionsbewussten VfB Leipzig und dem neuen Verein TuRa Leipzig entwickelte sich rasch eine Rivalität, nach dem ersten Zusammentreffen war in der Neuen Leipziger Zeitung vom 18. März 1935 folgendes zu lesen:
„Der Ball rollte noch nicht lange, da spürte man aus den Rängen der beiden Rivalen bereits jene fieberhafte, gereizte Stimmung, die dem Begriff Feindseligkeit näher war als der Bezeichnung Kampfgeist. …“
Im November 1938 fusionierte der Club mit dem Leipziger SV 1899 (1919 als Zusammenschluss der Leipziger Vereine Britannia 1899 und FC Hertha 05 entstanden) und trat in der Folgezeit unter der Bezeichnung Turn- und Rasensportverein 1899 Leipzig (TuRa 1899 Leipzig) auf. Von 1944 bis 1945 trat der Verein nach einer Zusammenlegung mit der SpVgg 1899 Leipzig als Kriegsspielgemeinschaft an, wurde aber vorzeitig vom Spielbetrieb zurückgezogen. Nach Ende des Zweiten Weltkrieges wurde TuRa Leipzig im Jahr 1945 wie alle anderen Leipziger Sportvereine aufgelöst, Großteile des Clubs sind anschließend in der SG Leipzig-Leutzsch aufgegangen, später BSG Chemie bzw. FC Sachsen Leipzig.
Neben Fußball wurde im Verein auch Handball und Sportschießen betrieben, 1939 umfasste TuRa Leipzig insgesamt 30 Mannschaften. Anfang der 1940er Jahre passte Schwarz den Unternehmensnamen dem der Fußballmannschaft an, die Automatenfabrik hieß seitdem Tura-Registrierkassen C. M. Schwarz GmbH, in der Werbung oft kurz als TURA-Automaten bezeichnet. Carl M. Schwarz selbst und der Manager Jack Emonts starben bei einem Bombenangriff auf Leipzig am 6. April 1945.

## Kleidung
1939 trug die erste Mannschaft rein weinrote Kleidung, die anderen Teams des Vereins spielten in komplett brauner Farbe. Die erste Mannschaft lief zu diesem Zeitpunkt mit dem neuen Vereinswappen (blau-gelb) auf, alle anderen – Nachwuchs und Alt-Herren – mit dem alten Wappen, welches von 1932 bis 1938 in Gebrauch war (rot-weiß).

## Statistik
Liga:
- 1933/34: 1. Kreisklasse (Platz 1 von 10 in der Kreisliga; Platz 1 von 3 in der Aufstiegsrunde zur Bezirksklasse)
- 1934/35: Bezirksklasse (Platz 2 von 11)
- 1935/36: Bezirksklasse (Platz 1 von 11 in der Bezirksliga; Platz 2 von 4 in der Aufstiegsrunde zur Gauliga)
- 1936/37: Gauliga Sachsen (Platz 6 von 10)
- 1937/38: Gauliga Sachsen (Platz 7 von 10)
- 1938/39: Gauliga Sachsen (Platz 10 von 10)
- 1939/40: Gauliga Sachsen, Staffel 1 (Platz 5 von 6)
- 1940/41: Bereichsklasse (Gauliga Sachsen) (Platz 7 von 12)
- 1941/42: Bereichsklasse (Gauliga Sachsen) (Platz 9 von 10)
- 1942/43: Bezirksklasse (Platz 1 von 11 in der Bezirksliga; Platz 1 von 4 in der Aufstiegsrunde zur Gauliga)
- 1943/44: Gauklasse (Gauliga Sachsen) (Platz 8 von 10)
- 1944/45: Sächsische Kriegsklasse, Sportkreis Leipziger Schlachtfeld, Staffel 1 (Platz 3 von 6; die Saison wurde nicht zu Ende gespielt)

Pokal:
- 1940: Tschammerpokal (2. Schlussrunde)
- 1943: Tschammerpokal (2. Zwischenrunde)

## Personen
- Fritz Gödicke
- Emil Kutterer
- Willi Lindner
- Werner Brembach